# Markt Sankt Martin
Markt Sankt Martin est une commune autrichienne du district d'Oberpullendorf dans le Burgenland.